# Chroeomys
Genre
Chroeomys est un genre d'animaux de l'ordre des rongeurs.

## Liste d'espèces
Selon ITIS (4 mai 2010) :
- Chroeomys andinus  (Philippi, 1858)
- Chroeomys jelskii  (Thomas, 1894)